# Fallencourt
Fallencourt é uma comuna francesa na região administrativa da Normandia, no departamento de Sena Marítimo. Estende-se por uma área de 11,93 km². Em 2010 a comuna tinha 185 habitantes (densidade: 15,5 hab./km²).